# Francisco Picasso
Francisco Picasso Risso (* 19. Juni 1982 in Montevideo) ist ein uruguayischer Schwimmer.
Der 1,81 Meter große Francisco Picasso nahm mit dem uruguayischen Team an den Panamerikanischen Spielen 1999 teil. Am 11. Oktober 1999 war er Mitglied der 4-mal-100-Meter-Lagenstaffel, die mit einer Zeit von 4:03,01 Minuten den uruguayischen Rekord für Vereinsstaffeln aufstellte, der auch Ende Oktober 2011 noch Bestand hatte. Sodann gehörte er dem uruguayischen Aufgebot bei den Olympischen Sommerspielen 2000 in Sydney an. Dort belegte er über 200 Meter Lagen den 52. Platz. 2001 wurde Picasso mehrfacher Uruguayischer Meister. Er holte die Titel über 200 Meter und 400 Meter Lagen, 50 Meter und 100 Meter Brust, sowie mit der 4-mal-100-Meter-Freistilstaffel und -Lagenstaffel und der 4-mal-200-Meter-Freistilstaffel. Erneut war er 2003 Teil der uruguayischen Mannschaft bei den Panamerikanischen Spielen und auch bei den Panamerikanischen Spielen 2007 in Rio de Janeiro ging er an den Start. Dort stellte er am 17. Juli 2007 mit der 4-mal-100-Meter-Freistilstaffel mit einer Zeit von 3:21,06 Minuten einen neuen Uruguayischen Rekord auf. In Peking nahm er zum zweiten Mal an den Olympischen Sommerspielen teil. Über die 50-Meter-Freistildistanz startend, klassierte er auf Rang 50. Bis März 2012 hielt er, gemeinsam mit Martín Kutscher, mit einer Zeit von 22,81 Sekunden den Landesrekord über 50 Meter Freistil. Der Rekord wurde jedoch in jenem Monat zweimal von Gabriel Melconián unterboten.